# لغز القلعة
لغز القلعة، الرواية رقم 168 في سلسلة المغامرات البوليسية والغموضية أولاد هاردي، صدرت لأول مرة عام 2001.
تبدأ الحكاية حين يسافر الشقيقان هاردي إلى فرنسا، استجابةً لدعوة منظمة قرية المراهقين الدولية، وهي منظمة عالمية غير ربحية، للمساهمة في بناء مركز مخصص للأطفال. غير أن سحر المكان سرعان ما يتبدد أمام غلالة من الغموض؛ إذ تنتصب بجوار موقع البناء قلعة قديمة يتهامس السكان بأنها مسكونة.
لكن ما يثير الريبة أكثر هو أن أحدهم يتربص بالكنز المخبوء في أعماق تلك القلعة. ومع انكشاف الخيوط، يجد الشقيقان نفسيهما في سباق محموم لكشف هوية هذا الغريب المجهول، وإحباط مخططاته، قبل أن تتحول مهمتهما النبيلة إلى مغامرة قاتلة.